# فيرا هال
فيرا هال (بالإنجليزية: Vera Hall)‏ هي مغنية أمريكية، ولدت في 6 أبريل 1902 في ليفينغستن في الولايات المتحدة، وتوفيت في 29 يناير 1964 في توسكالوسا في الولايات المتحدة.

## وصلات خارجية
- فيرا هال على موقع IMDb (الإنجليزية)
- فيرا هال على موقع ميوزك برينز (الإنجليزية)
- فيرا هال على موقع إن إن دي بي (الإنجليزية)
- فيرا هال على موقع أول ميوزيك (الإنجليزية)
- فيرا هال على موقع ديسكوغز (الإنجليزية)
- فيرا هال على موقع ديسكوغز (الإنجليزية)